# PAL Robotics
PAL Robotics és una empresa barcelonina especialitzada en robòtica humanoide que va ser creada l'any 2004 per un grup d'enginyers catalans i italians.
L'Institut de Robòtica i Informàtica Industrial, IRI, un centre creat per la Universitat Politècnica de Catalunya, UPC, i el CSIC, participa en la formació del seu personal i alguns dels seus projectes. És considerada una de les empreses de robòtica humanoide més avançades d'Europa. Ha creat els robots REEM-A (2005), REEM-B (2008), REEM-H1 (2010), REEM (2012), REEM-C (2013), TIAGo i StockBot (2015) i TALOS (2017).

## Història
L'empresa PAL Robotics va ser fundada per un equip d'enginyers catalans i italians l'any 2004. En un principi es van enfocar al desenvolupament d'un robot humanoide que pogués jugar a escacs, a petició d'un xeic de la Unió dels Emirats Àrabs. Després d'un any de treballar-hi van aconseguir fabricar el primer model, que es va anomenar REEM-A per una illa propera a Abu Dhabi. L'any 2006 el REEM-A ja era capaç de caminar, jugar a escacs i podia reconèixer cares, objectes i comandaments de veu. L'any 2007, fent servir el REEM-A, PAL Robotics va aconseguir quedar en segona posició a la competició de penals de futbol robòtica RoboCup. Aquell mateix any també van presentar-lo al Wired NextFest, a on va caminar entre els visitants de l'esdeveniment.

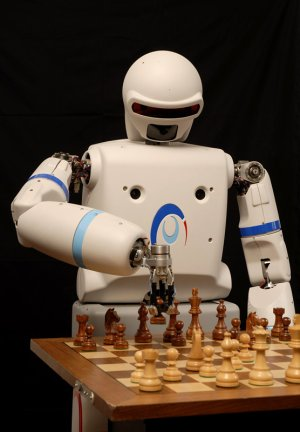
El primer robot dissenyat per PAL Robotics, el REEM-A, jugant a escacs.

L'any 2008 van desenvolupar la segona generació de robots, els REEM-B. Aquest model era capaç de carregar 12 kg, sent el robot bipedal humanoide amb més capacitat de càrrega del món fins aleshores. Una de les característiques de disseny més inusuals era la presència de sensors làser als peus del robot, que li permetien generar un mapa de l'entorn a mesura que caminava. Fent servir unes bateries internes era capaç de funcionar durant dues hores, gairebé el doble que el robot ASIMO d'Honda.
El 2010 la companyia va presentar la primera versió comercial dels seus robots, anomenat REEM-H1. Aquest model estava dissenyat per ajudar a persones amb dependència o per moure's a través de centres comercials, aeroports i altres espais públics. En aquest cas, per incrementar la velocitat i seguretat, es va optar per un disseny amb rodes, en comptes de cames. A més a més, podia transportar productes en un compartiment entre les cames i disposava d'una pantalla al pit per interactuar amb la gent. El preu d'un robot REEM-H1 complet, amb les màximes prestacions, podia arribar a costar uns 150.000 euros. Tot i ser dissenyat per a ús comercial, al final no se'n va vendre cap unitat.
L'any 2012 va aparèixer el següent model de robot de serveis orientat a la comercialització, en aquest cas es va anomenar simplement REEM. Igual que el REEM-H1 funcionava sobre una base amb rodes, posant especial èmfasi en l'estètica i les funcionalitats d'interacció amb les persones. El REEM disposava de dos braços amb mans de tres dits, una pantalla al mig del tors, 26 actuadors i nombrosos sensors. Per moure's disposava d'algorismes de localització i mapatge simultanis, fent servir dos LIDARs instal·lats a la base i al tors. A més a més, també estava equipat amb diferents sensors d'infrarojos i ultrasons i una càmera estereoscòpica per identificar llocs, objectes i persones. Amb el REEM es van dur a terme diferents experiments en centres comercials, hospitals i museus, demostrant que era capaç d'ajudar i entretenir a la gent en espais públics.
El 2013 es va presentar la tercera iteració del model humanoide, més enfocat a grups de recerca, el REEM-C. Amb una alçada de 165 cm, un pes de 70 kg, una velocitat màxima de 28 cm/s i un total de 44 graus de llibertat, el REEM-C estava dissenyat per interactuar en entorns humans. També tenia un disseny modular, que donava flexibilitat per canviar algunes parts, però en general estava equipat amb dos ordinadors interns, càmera estereoscòpica, micròfons, altaveus, LIDARs als peus i molts altres sensors. L'energia necessària per moure's la subministrava una bateria d'ió de liti de 48V, que li permetia funcionar durant 3 hores o fins a 6 hores en espera i que tardava 5 hores a recarregar-se completament. A diferència dels models A i B, que mai es van vendre, aquesta tercera generació de robots es va vendre com a plataforma d'investigació amb un cost d'uns 300.000 euros. També es van llogar robots REEM-C a centres de recerca per abaratir-ne l'accés. Gràcies a aquest fet, la facturació de PAL Robotics va arribar als 2,5 milions d'euros l'any 2014.

Un robot TIAGo exposat a un centre comercial durant una competició de robòtica de serveis a Milton Keynes l'any 2019.

La següent generació de robots, presentada l'any 2015, estava formada per dos nous models clarament orientats al mercat de la robòtica de serveis i destacava per una gran modularitat i un descens important del preu dels robots. El primer model es va anomenar TIAGo, sigles de l'anglès Take It And Go, i disposa de tres configuracions bàsiques. La més bàsica consisteix en una base mòbil, un tors i una cara i costa uns 30.000 euros. La segona variant afegeix un braç robot de set graus de llibertat al tors i el preu ascendeix a uns 50.000 euros. Finalment, la tercera configuració afegeix una mà robòtica amb sensors de força i parell i un làser de navegació amb un abast de 10 m, i el preu és de 60.000 euros. El TIAGo té una alçada variable d'entre 110 i 145 cm, pesa aproximadament 70 kg, la base mòbil amb rodes es pot desplaçar a una velocitat de gairebé 1 m/s i el manipulador té 7 graus de llibertat. Els sensors de què disposa són una càmera RGB-D, micròfons i altaveus al cap, sensors de força i parell al terminal del braç i una unitat de mesura inercial, LIDAR al frontal i diversos sensors d'ultrasons al darrere de la baser per navegar. Com que el disseny és modular, PAL Robotics disposa de diferents variants del model TIAGo, incloent una versió amb dos braços que permet disposar d'una millor capacitat de manipulació d'objectes.
El segon model de l'any 2015 es va anomenar StockBot. A diferència del TIAGo, tot i que hi comparteix molts components, l'StockBot va ser dissenyat per fer l'inventari a les botigues mitjançant l'ús de sensors d'identificació per radifreqüència i càmeres. Amb una estructura amb forma de paral·lelapípede de 190 cm d'alt i 50 cm de costats, l'StockBot comparteix la base mòbil del TIAGo i es pot moure de forma autònoma per les botigues fent recomptes de productes durant 12 hores d'ús continuu.
L'últim robot desenvolupat per PAL Robotics, i presentat l'any 2017, s'anomena TALOS i és l'última generació de robot bípede. A diferència de les anteriors generacions de robots humanoides REEM, el TALOS està preparat per treballar en entorns industrials. L'alçada del robot és de 1,75 m, pesa aproximadament 100 kg, es desplaça a 3 km/h i en total té 32 graus de llibertat. Gràcies a un disseny robust, l'objectiu del TALOS és treballar en entorns hostils i durs per a les persones fent tasques de precisió i físicament complexes. El primer model fabricat de TALOS es va batejar com a Pyrène i s'ha fet servir al laboratori LAAS-CNRS de Tolosa en proves de fabricació aeronàutica, una feina estressant físicament pels operaris humans.